# St. Antonius (Waiblingen)

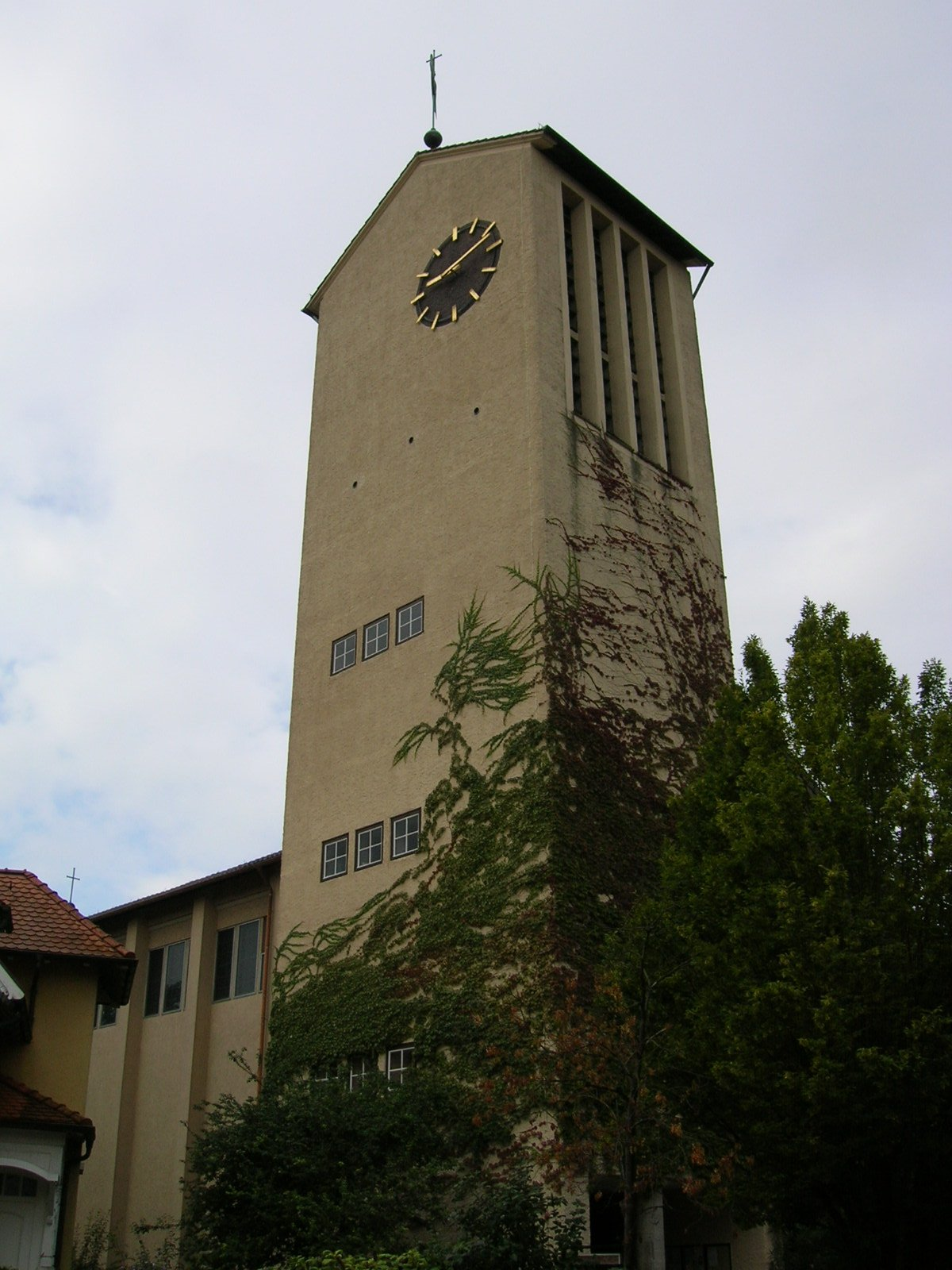
St. Antonius in Waiblingen

St. Antonius ist die römisch-katholische Pfarrkirche in Waiblingen im Rems-Murr-Kreis, Baden-Württemberg. Sie gehört zur Diözese Rottenburg-Stuttgart und ist das Zentrum der gleichnamigen Kirchengemeinde.

## Geschichte
Nach der Reformation lebten über 300 Jahre hinweg kaum Katholiken in Waiblingen. Erst mit dem Bau der Remsbahn und der aufkommenden Industrie ab 1860 zogen wieder katholische Arbeiter in die Region. 1890 zählte man 167 Katholiken in der Stadt und weitere 130 im Oberamt Waiblingen. Diese wurden zunächst von der katholischen Gemeinde in Oeffingen betreut. 
1888 mietete die Gemeinde einen Raum in der Bahnhofstraße als Betsaal. 1896 wurde ein Schulhaus mit Betsaal im Gewann Fronacker errichtet, an das 1907 ein Kirchlein angebaut wurde. Am 26. Januar 1917 wurde die Gemeinde St. Antonius Waiblingen zur selbstständigen Pfarrei erklärt.
Nach dem Zweiten Weltkrieg stieg die Zahl der Katholiken durch den Zuzug von Flüchtlingen und Vertriebenen rapide an. Deshalb wurde 1952 der Grundstein für die heutige St.-Antonius-Kirche gelegt, die am 11. Oktober 1953 geweiht wurde. Sie bietet 450 Sitzplätze.
1988 erfolgte eine umfassende Innenrenovation, bei welcher der Altarraum nach den Vorgaben des Zweiten Vatikanischen Konzils umgestaltet wurde.

## Architektur

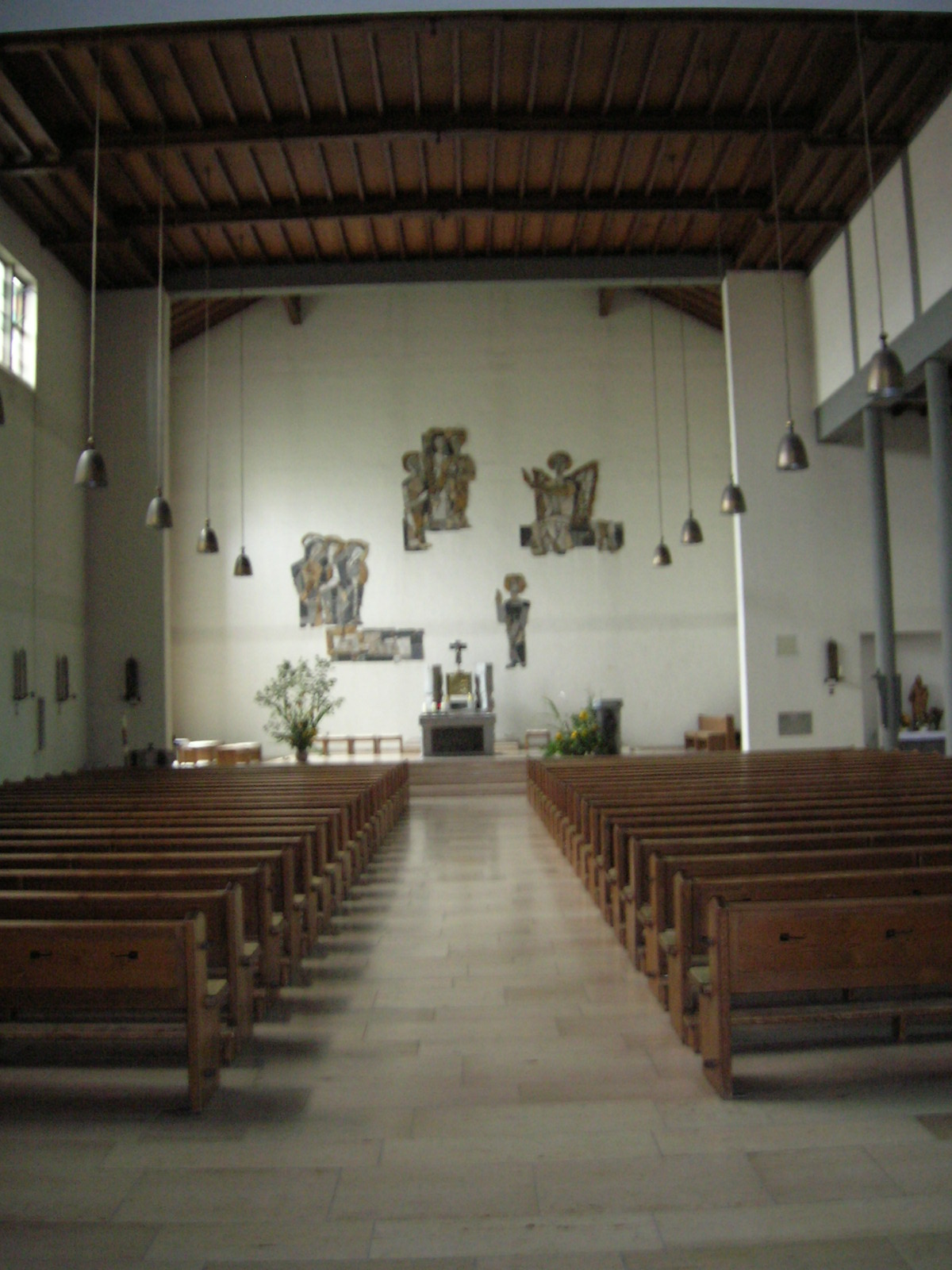
Blick zum Chor

Die Kirche ist im Baustil der Nachkriegsmoderne erbaut. Sie zeichnet sich durch klare Linien und eine schlichte Gestaltung aus, die den Fokus auf das liturgische Geschehen legt.

## Orgel
Die Orgel der St.-Antonius-Kirche in Waiblingen wurde 1965 von der Orgelbaufirma Vleugels aus Hardheim erbaut. Sie stellt ein Klangdenkmal der Orgelbewegung der 1960er-Jahre dar. Die Disposition wurde von Hans Böhringer entworfen.
Ursprünglich war das Rückpositiv in der Mitte der Emporenbrüstung angebracht, wurde jedoch aufgrund der komplizierten und störanfälligen mechanischen Trakturführung 1988 nach links hinter den Spieltisch versetzt.
Die Orgel verfügt über drei Manuale und Pedal und 33 klingende Register. Sie wurde als Opus 51 in die Werkliste von Orgelbau Vleugels aufgenommen.